# Leo Mariën
Leopold (Leo) Mariën (Kontich, 22 maart 1934 - Onze-Lieve-Vrouw-Waver, 19 november 2018) was een Belgische atleet, die gespecialiseerd was in het hordelopen en de tienkamp. Hij nam tweemaal deel aan de Olympische Spelen en veroverde op vier onderdelen negen Belgische titels.

## Biografie
Leo Mariën was jarenlang de beste Belgische tienkamper. Hij werd in 1958 voor het eerst Belgisch kampioen. In 1960 veroverde hij zijn tweede Belgische titel en nam hij deel aan de Olympische Spelen in Rome, waar hij achttiende werd. In 1962 nam hij deel aan de Europese kampioenschappen in Belgrado, waar hij veertiende werd. Hij verbeterde in 1957 het Belgisch record van Walter Herssens tot 5566 punten en bracht het in verschillende verbeteringen in 1965 tot boven de kaap van 7000 p.
Mariën was ook gespecialiseerd in het hordelopen. In 1959 evenaarde hij in Kopenhagen met een tijd van 53,1 s het Belgisch record van Marcel Lambrechts op de 400 m horden. In 1961 verbeterde hij het zestien jaar oude record van Pol Braekman op de 110 m horden tot 14,4. In 1961 werd hij op dit nummer Belgisch kampioen en in 1964 nam hij deel aan de Olympische Spelen in Tokio, waar hij uitgeschakeld werd in de reeksen.
Mariën bleef ook bij de Masters actief. Zo veroverde hij drie wereld- en twee Europese titels.

### Clubs
Mariën was aangesloten bij Beerschot Atletiekclub.

## Belgische kampioenschappen
| Onderdeel    | Jaar                   |
| ------------ | ---------------------- |
| 110 m horden | 1961                   |
| 200 m horden | 1959, 1960, 1961, 1964 |
| 400 m horden | 1959                   |
| tienkamp     | 1958, 1960, 1962       |

### Persoonlijke records
| Onderdeel    | Prestatie      | Datum        | Plaats        |
| ------------ | -------------- | ------------ | ------------- |
| 110 m horden | 14,0 s (ex-NR) | 18 juli 1964 | Leoben        |
| 200 m horden | 23,2 s (ex-NR) | 19 juli 1964 | Leoben        |
| 400 m horden | 53,0 s         | 18 juni 1966 | Gelsenkirchen |
| tienkamp     | 7016 p         | 24 juli 1965 | Londen        |

## Palmares

### 110 m horden
- 1957:  Interl. België-Ned. te Antwerpen - 14,9 s
- 1960:  BK AC - 14,7 s
- 1964: 4e in reeks OS in Tokio – 14,9 s

### 200 m horden
- 1964:  BK AC - 23,4 s

### 400 m horden
- 1959:  BK AC - 53,5 s

### tienkamp
- 1958:  BK AC – 5.163 p
- 1960: 18e OS in Rome – 5.919 p
- 1960:  BK AC – 5.967 p
- 1961:  BK AC
- 1962:  BK AC – 6.396 p
- 1962: 14e EK in Belgrado - 6.141 p

## Onderscheidingen
- Gouden Spike - 1965